# Braunfelsia angustifolia
Braunfelsia angustifolia är en bladmossart som beskrevs av Potier de la Varde 1949. Braunfelsia angustifolia ingår i släktet Braunfelsia och familjen Dicranaceae. Inga underarter finns listade i Catalogue of Life.